# Лассниг, Мария
Мария Лассниг (нем. Maria Lassnig; 8 сентября 1919, Каппель-ам-Краппфельд — 6 мая 2014, Вена) — австрийская художница.

## Жизнь и творчество

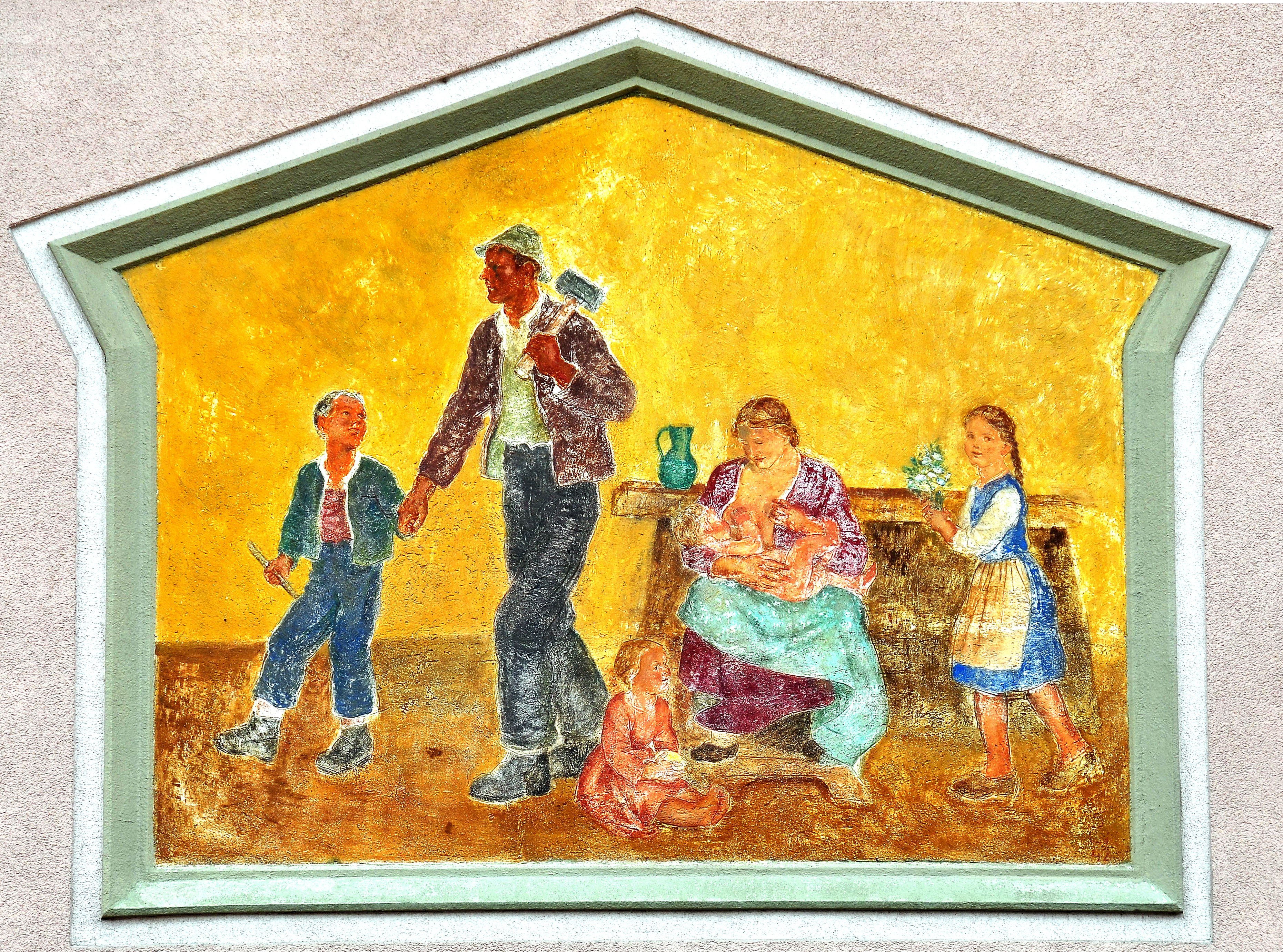
Фреска, совместная работа с Свитбером Лобиссером, 1943

По своей первой профессии М.Лассниг была преподавательницей; работала в родной Каринтии. В 1941 году она переезжает в Вену и поступает в местную Академию изобразительного искусства. Недоучившись, покинула Академию в 1943 году, так как её работы были причислены к т. н. дегенеративному искусству. Всё-таки в 1945 М.Лассниг оканчивает Академию и возвращается в Клагенфурт, где в 1948 году состоялась её первая персональная выставка.
В 1951 она вновь приезжает в Вену; получив стипендию, художница отправляется в Париж в 1952 году и там знакомится с Андре Бретоном, Паулем Целаном, Беньямином Пере и др. французскими сюрреалистами, в начальный период своего творчества она увлекается сюрреализмом. В 1954 году М.Лассниг возвращается в венскую Академию и заканчивает своё обучение в классе Альберта Гютерсло. Совместно с художником Арнульфом Райнером, она является одним из основоположников направления информель в австрийском искусстве.
Между 1961 и 1968 годами М.Лассниг живёт и работает в Париже. Рисует акварели и 2-метровые «телесные» фигуративные произведения, которые, впрочем, никогда не выставлялись. В 1968 художница переезжает в Нью-Йорк и открывает здесь свою мастерскую. В 1970 она учится на курсах анимационного рисунка в местной Школе визуального искусства (School of Visual Arts).
Приобретя 16-мм кинокамеру, М.Лассниг снимает несколько фильмов. Собрание анимационных и кинематографических работ художницы было показано впоследствии на её большой ретроспективе в венском музее Альбертина. В 1978 году оно было показано также в рамках культурной программы DAAD в Берлине. В 1980 году художница возвращается в Вену и занимает кафедру профессора живописи в местном Университете прикладного искусства. Работы М.Лассниг выставлялись на экспозициях современного искусства documenta в 1982 и 1997 годах в Касселе. Персональные выставки работ М.Лассниг проходили в крупнейших музеях Нью-Йорка, Парижа, Цюриха, Рима, Вены, Дюссельдорфа, Мюнхена, Франкфурта-на-Майне, Гааги, Нюрнберга, Люцерна и др.

## Награды и премии
- 1988 — Большая государственная премия Австрии в области искусства.
- 1998 — премия Оскара Кокошки.
- 2002 — премия Рубенса.
- 2004 — премия Макса Бекмана.
- 2005 — австрийский почётный знак «За науку и искусство».

## Фильмы
CHAIRS (1971), 16 mm, Farbe, Ton, 4 Minuten; zu Musik bewegen sich Stühle wie Menschen

SELFPORTRAIT (1971), 16 mm, Farbe, Ton, 5 Minuten; Lebensrückblick im Zeichentrick, erhielt 1972 den New York State Council — Preis

COUPLES (1972), 16 mm Farbe, Ton, 10 Minuten; am Telefon und im Bett sprechen ein Verführer und ein Opfer miteinander: «Du halfst mir, du machtest mich stark — aber du kannst mir nichts vorwerfen; wer so blind liebt, bezahlt mit dem Tod.»

SHAPES (1972), 16 mm, Farbe, Ton, 10 Minuten; menschliche Silhouetten bewegen sich nach Musik von Bach

PALMISTRY (1973), 16 mm, Farbe, Ton, 10 Minuten; A. ein dickes Mädchen weigert sich, dünn zu werden, um Männern zu gefallen; B. das erste Mal, C. beim Handleser: eine Gegenüberstellung von schrecklichem Aberglauben und schrecklicher Wissenschaft

ART EDUCATION (1976), 16 mm, Farbe, Ton, 16 Minuten; feministische Auslegung berühmter Gemälde von u.a. Michelangelo, Vermeer

MARIA LASSNIG KANTATE (1992), 35 mm, Farbe, Ton, 8 Minuten; Idee, Text, Gesang, Zeichnung, Animation Maria Lassnig, Produktion Hubert Sielecki: «Es ist die Kunst jaja, die macht mich immer jünger, sie macht den Geist erst hungrig und dann satt!»

## Сочинения об искусстве
Keine Verteidigung, Manifest zur Ausstellung 'Unfigurative Malerei', Klagenfurt, 1951

Malrezepte, Katalog Galerie St. Stephan, Wien, 1960

Chancen für Kreative, Protokolle 68, Wien, 1968 

Über die Kopfheiten, Zu den Strichbildern, Neuere Bilder, Biographie, Monographie zur Ausstellung, Ritter Verlag, Klagenfurt, 1985

Die Feder ist die Schwester des Pinsels: Tagebücher 1943 bis 1997 / Maria Lassnig. Hrsg. von Ulrich Obrist. DuMont, Köln 2000, ISBN 3-7701-5295-6

Landleute, Ritter Verlag Klagenfurt, 2004, ISBN 3-85415-355-4